# Deminkop, Khanapur
Deminkop là một làng thuộc tehsil Khanapur, huyện Belgaum, bang Karnataka, Ấn Độ.